# Zelgoszcz (gmina)
Zelgoszcz – dawna gmina wiejska istniejąca do 1937 roku w woj. łódzkim (II Rzeczpospolita). Nazwa gminy pochodzi od wsi Zelgoszcz, lecz siedzibą władz gminy były Świnice (obecnie Świnice Warckie).
W okresie międzywojennym gmina Zelgoszcz należała do powiatu tureckiego w woj. łódzkim. Gminę zniesiono 1 października 1937 roku w związku z reformą gminną przeprowadzoną na terenie powiatu tureckiego w 1937 roku, polegającą na zniesieniu 16 gmin wiejskich, a w ich miejsce utworzeniu 7 nowych. Obszar zniesionej gminy Zelgoszcz wszedł w skład nowej gminy Świnice. Część obszaru przyłączono także do gminy Niewiesz. 
Zobacz też: gmina Wola